# Operación Platinfuchs
La Operación Platinfuchs (traducido al español como "Operación zorro de platino") fue una operación llevada a cabo por la Alemania Nazi durante la Segunda Guerra Mundial, cuyo objetivo era capturar el puerto soviético de Múrmansk, lugar en el que se alojaba la Flota del Norte.
Tras el éxito de la Operación Rentier, las tropas alemanas se prepararon para conseguir capturar el puerto de Múrmansk, en el Mar de Barents. Debido a su gran importancia como puerto de tránsito de mercancías que parten de los Estados Unidos a Gran Bretaña a través del Paso del Noreste, como parte de la Ley de Préstamo y Arriendo.
Cuando los alemanes sortearon las divisiones soviéticas estacionadas en el istmo de la península de Ribachi, la Flota del Norte sorprendió a los soldados el 7 de julio, abriendo un intenso bombardeo contra las tropas alemanas, que se vieron obligadas a retroceder. Dietl exigió más hombres para contener la potente defensa soviética, consiguiendo reestructurar la operación el 8 de septiembre. Sin embargo, tras la caída de la sexta división de montaña, se vio obligado a solicitar la ayuda de la Kriegsmarine, pues los británicos habían enviado dos portaaviones, dos cruceros y seis destructores para apoyar defensivamente a la flota rusa. Hitler se negó a enviar más ayuda a Dietl, por lo que tuvo que retroceder hasta el río Litsa y abandonar la incursión el 21 de septiembre, siendo ésta una de las derrotas iniciales de Hitler dentro del marco de la Operación Barbarroja.